# Andrzej Dorosz
Andrzej Dorosz (ur. 28 maja 1943 we Lwowie) – dr hab. Wydziału Handlu Zagranicznego SGPiS w Warszawie, absolwent SGPiS w Warszawie, absolwent studiów podyplomowych w London School of Economics, stypendysta British Council. Z rynkiem finansowym związany od 1994 roku. W latach 1996–1998 prezes zarządu Banku Pekao S.A., w latach 2004–2006 prezes zarządu Banku Gospodarstwa Krajowego, od 2004 roku profesor nadzwyczajny Akademii Finansów i Biznesu Vistula w Warszawie.

## Życiorys
Ukończył Liceum Ogólnokształcące nr 6 w Gdańsku. Następnie skończył studia ekonomiczne w SGPiS w Warszawie oraz studia podyplomowe w latach 1970–1971 w London School of Economics w Londynie. Następnie w 1972 roku obronił pracę doktorską na Wydziale Handlu Zagranicznego SGPiS oraz w 1976 roku kolokwium habilitacyjne na Wydziale Handlu Zagranicznego SGPiS.
Po ukończeniu studiów magisterskich w 1965 roku na Wydziale Handlu Zagranicznego SGPiS w Warszawie został adiunktem tej uczelni. Następnie po obronie pracy doktorskiej w 1972 roku został zatrudniony w Departamencie Walutowo-Finansowym Ministerstwa Handlu Zagranicznego. W latach 1980–1981 był doradcą w zespole Prezesa Rady Ministrów w Urzędzie Rady Ministrów.
W latach 1981–1986 zatrudniony na stanowiskach: dyrektor departamentu oraz podsekretarz stanu w Departamencie Walutowo-Finansowym Ministerstwa Handlu Zagranicznego i Gospodarki Morskiej. W latach 1986–1988 podsekretarz stanu w Ministerstwie Finansów.
W latach 1989–1992 radca handlowy przy polskiej ambasadzie w Helsinkach.
W latach 1994–1998 zatrudniony w Banku Pekao S.A. na stanowiskach: dyrektora departamentu, wiceprezesa i prezesa zarządu. W latach 1998–2004 prezes zarządu Skarbiec TFI S.A.
W latach 2004–2006 prezes zarządu Banku Gospodarstwa Krajowego. W latach 2007–2008 prezes zarządu akf leasing Polska Sp. z o.o. Od 2004 do 2018 profesor nadzwyczajny Akademii Finansów w Warszawie. Zasiadał w różnych radach nadzorczych.
Ma syna Jakuba Dorosza-Kruczyńskiego.

## Odznaczenia i wyróżnienia
- 2005: Krzyż Komandorski z Gwiazdą Orderu Odrodzenia Polski[3]
- 1998: Krzyż Komandorski Orderu Odrodzenia Polski[4]